# 灰啄花鸟
灰啄花鸟（学名：Dicaeum vulneratum），是啄花鸟科啄花鸟属的一种，为印度尼西亚的特有种。该物种的保护状况被评为无危。
灰啄花鸟的平均体重约为9.0克。栖息地包括亚热带或热带的湿润低地林、乡村花园和亚热带或热带的湿润山地林。